# Phil Baker
Phil Baker (ur. 26 sierpnia 1896 w Filadelfii, zm. 30 listopada 1963 w Kopenhadze) – amerykański komik, aktor, akordeonista i kompozytor.

## Wyróżnienia
Posiada swoją gwiazdę na Hollywoodzkiej Alei Gwiazd.